# La battaglia di Trafalgar
La battaglia di Trafalgar è un dipinto a olio su tela, realizzato da J.M.W. Turner nel 1824. Il dipinto fu commissionato da re Giorgio IV per la Painted Hall a Greenwich, come pendant per L'azione di Lord Howe, o il Glorioso Primo di giugno di Louthebourg.

## Descrizione
Mostra la nave di linea HMS Victory  della Royal Navy, ammiraglia di Horatio Nelson alla battaglia di Trafalgar. Il dipinto all'epoca suscitò alcune controversie, in quanto non era considerato storicamente accurato. Turner, infatti, scelse di combinare insieme momenti diversi della battaglia, con un intento simbolico, ma tale scelta non fu immediatamente compresa dai suoi contemporanei. Così nel quadro sono raffigurati vari eventi accaduti in tempi differenti:
- Il famoso segnale di Nelson ("England expects that every man will do his duty", "'L'Inghilterra si aspetta che ogni uomo faccia il suo dovere") sventola dalla Victory (11:50). Turner mostra le bandiere del segnale che sventolano dall'albero maestro, anche se in realtà sarebbero state fatte sventolare dall'albero di mezzana e furono sostituite dal segnale "engage the enemy more closely" ("impegnate il nemico più da vicino") una volta che la battaglia era incominciata.
- L'albero di gabbia di mezzana cade (13:00).
- La nave francese Achille è in fiamme sullo sfondo (tardo pomeriggio).
- La nave francese Redoutable affonda in primo piano (giorno successivo).